# İrfan Değirmenci
İrfan Değirmenci, född den 3 november 1977 i Ankara, är en turkisk programledare, politiker och journalist.

## Biografi
Efter att ha studerat på den privata TED-gymnasiet i Ankara, sedan i den förberedande klassen för journalistik i Ankara 1995, studerade han mellan 1995 och 1999 vid University of Ankara, på journalistavdelningen. İrfan Değirmenci började sin professionella karriär 1996 som reporter för en lokal radiostation i Ankara. Senare arbetade han som korrespondent i Ankara för ATV, Kanal D, CNN Türk och STAR TV.